# Megay Károly
Megay Károly, Meissner Károly (Segesvár, 1902. augusztus 27. – ?) magyar mezőgazdász, szakíró, mezőgazdasági kamarai titkár, országgyűlési képviselő.

## Élete
Meissner Ernő és Kraushaar Alojzia fiaként született, vallása római katolikus. Középiskolai tanulmányait a minoriták aradi gimnáziumában végezte, majd a magyaróvári gazdasági akadémián szerzett oklevelet. Amikor a román hadsereg megszállta Erdélyt, önként jelentkezett katonai szolgálatra, később részt vett a Nyugat-Magyarország felszabadítását célzó harcokban is. Közel két évtizeddel később, a Felvidék egy részének az első bécsi döntést követő visszacsatolása idején is önként vállalt katonai szolgálatot, átlagon felüli helytállásáért utóbb ki is tüntették.
Már akadémiai hallgatóként bekapcsolódott szakterülete művelésébe, mint a Többtermelés című gazdasági szaklap szerkesztője. Diplomázását követően az ország több neves gazdaságában igyekezett elmélyíteni gazdasági ismereteit, különös tekintettel a gyakorlati alkalmazásokra. Három évet töltött a Mezőhegyesi Ménesbirtokon, 1925-ben a Tiszántúli Mezőgazdasági Kamara titkárának is megválasztották. A gazdák érdekeinek képviseletén felül főleg a térség mezőgazdasági kérdéseivel foglalkozott komolyabban, szakmai javaslatai közül többet gyakorlati használatba is vettek.
Többször utazott külföldre – Ausztriába, Németországba, Jugoszláviába –, hogy az ottani mezőgazdasági viszonyokat tanulmányozza, ebből két körutazást a Földművelésügyi Minisztérium hivatalos küldöttjeként teljesített.
Jugoszláviai tapasztalatairól összefoglaló tanulmányt is írt, de más területeken is élénk gazdasági szakirodalmi tevékenységet fejtett ki. Jelentek meg munkái a magyarországi lótenyésztésről és hazánk mezőgazdasági érdekképviseletéről; főszerkesztője és egyben kiadója is volt a Hajdúság című politikai hetilapnak, felelős kiadója a Püspökladány és Vidéke hetilapnak, főszerkesztője az Új Barázda és társszerkesztője a Tiszántúli Gazda folyóiratoknak.
Tagja volt Hajdú vármegye törvényhatósági bizottságának és kisgyűlésének, az Országos Mezőgazdasági Kamarának, a Tiszántúli Mezőgazdasági Kamarának, míg az Országos Magyar Sajtókamarában a kiadói főosztály fegyelmi bizottságában viselt tagságot. Püspökladány és Nádudvar is díszpolgárává választotta.
Az országos politikai életbe az 1935. évi általános választások előtt kapcsolódott be, s a választáson országgyűlési képviselővé is választották, a nádudvari választókerületben, mint a Nemzeti Egység Pártja jelöltjét. A következő, 1939-es választáson is elindult és meg is erősítette mandátumát, az időközben némileg átalakult és nevet váltott korábbi jelölő szervezete, a Magyar Élet Pártja programjával. Igen gyakran vett részt közgazdasági és mezőgazdasági tárgyú vitákban, egy, a mezőgazdasági törvényes érdekképviseletről szóló törvényjavaslatnak ő volt az előadója is.
1931. április 25-én Debrecenben feleségül vette Rásó Erzsébetet (Debrecen, 1911. április 24. – Budapest, 1974. november 17.), akitől később elvált.